# Liste du patrimoine immobilier classé de Sambreville
Cette page regroupe l'ensemble du patrimoine immobilier classé de la ville belge de Sambreville.
| Objet | Année de construction / Architecte | Adresse | Section communale | Coordonnées                      | Numéro d’inventaire | Illustration |
| --- | ---------------------------------- | ------- | ----------------- | -------------------------------- | ------------------- | --- |
| La Vieille tour, sise rue Saint Martin n°18 à Tamines |                                    |         | Tamines           | 50° 25′ 57″ nord, 4° 36′ 53″ est | 92137-CLT-0001-01   | La Vieille tour, sise rue Saint Martin n°18 à Tamines |
| Le mégalithe et le polissoir sur le site néolithique au lieu-dit Les Tiennes de Jemeppe (M) ainsi que le site néolithique au lieu-dit Les Tiennes de Jemeppe (S) |                                    |         | Velaine           | 50° 28′ 51″ nord, 4° 38′ 12″ est | 92137-CLT-0002-01   | Le mégalithe et le polissoir sur le site néolithique au lieu-dit Les Tiennes de Jemeppe (M) ainsi que le site néolithique au lieu-dit Les Tiennes de Jemeppe (S) |
| La maison sise ruelle Evraux, c'est-à-dire les façades et toitures du corps de logis (en excluant les annexes latérales et arrières y accolées) et la partie du mur située entre le parc et la ruelle Evraux autour de la parcelle n°345 e (M) ainsi que l'ensemble formé par l'édifice et le parc à Auvelais (S) |                                    |         | Auvelais          | 50° 26′ 29″ nord, 4° 38′ 07″ est | 92137-CLT-0003-01   | Image manquanteTéléverser |
| Le moulin à vent au lieu-dit Les Golettes à Velaine (M) ainsi que l'ensemble formé par le moulin et ses abords (S) |                                    |         | Velaine           | 50° 27′ 48″ nord, 4° 36′ 05″ est | 92137-CLT-0004-01   | Le moulin à vent au lieu-dit Les Golettes à Velaine (M) ainsi que l'ensemble formé par le moulin et ses abords (S)                                               |
| Le cimetière des Fusillés, l'Enclos des Fusillés ainsi que le monument commémoratif à Tamines. |                                    |         | Tamines           | 50° 25′ 52″ nord, 4° 36′ 53″ est | 92137-CLT-0005-01   | Le cimetière des Fusillés, l'Enclos des Fusillés ainsi que le monument commémoratif à Tamines.                                                                   |